# HARPS spektrográf
A HARPS (High Accuracy Radial velocity Planet Searcher) egy nagy pontosságú spektrográf, melyet 2002-ben szereltek fel az ESO 3,6 m átmérőjű távcsövére Chilében a La Silla Obszervatóriumban. Az első fényt 2003 februárjában gyűjtötték be ezzel a második generációs radiális-sebesség spektrográffal, mely az ELODIE és CORALIE spektrográfok működése során nyert tapasztalatok alapján került megépítésre.

## Tulajdonságai
A HARPS névleges pontossága 0,97 m/s (3,5 km/h), de ez különböző módszerekkel 30 cm/s-ig is javítható, ami a világ két legpontosabb ilyen műszerének egyikévé teszi. Ez annak a felépítésnek köszönhető, mellyel a célcsillag és a tóriumlámpából származó referenciaspektrum egy időben figyelhető meg két teljesen azonos optikai szál segítségével. A mechanikai stabilitásra is nagy hangsúlyt fektettek: a műszer egy vákuumkamrában található, melynek hőmérséklet-változása 0,01 °C pontossággal szabályozható. A berendezés pontosságát szemlélteti, hogy a bolygóészlelést néhány esetben a csak a megfigyelt csillag szeizmikus pulzálása korlátozza és nem a műszer korlátai.
A HARPS vizsgálatvezetője Michel Mayor, aki Didier Queloz és Stéphane Udry segítségével tanulmányozta a Gliese 581 rendszert. Ez az eddig felfedezett legkisebb exobolygó és két szuper-Föld otthonául is szolgál, melyek a csillaguk lakhatósági zónájában keringenek.

## Általa felfedezett exobolygók
2009 májusáig 16 bolygót fedeztek fel a műszer segítségével, melyek közül négy több bolygós rendszer részét képezi.
| Bolygó       | Felfedezés dátuma   |
| ------------ | ------------------- |
| HD 330075 b  | 2004. február 10.   |
| Mu Arae c    | 2004. augusztus 25. |
| Gliese 876 d | 2005. június 13.    |
| HD 93083 b   | 2005.               |
| HD 101930 b  | 2005.               |
| HD 102117 b  | 2005.               |
| HD 4308 b    | 2005.               |
| HD 69830 b   | 2006. május 18.     |
| HD 69830 c   | 2006. május 18.     |
| HD 69830 d   | 2006. május 18.     |
| Gliese 581 c | 2007. április 23.   |
| Gliese 581 d | 2007. április 23.   |
| HD 40307 b   | 2008. június        |
| HD 40307 c   | 2008. június        |
| HD 40307 d   | 2008. június        |
| Gliese 581 e | 2009. április       |

## Forráshivatkozás
1. ↑  Mayor et al. (2003). „Setting New Standards With HARPS”. ESO Messenger 114, 20. o.
2. ↑  „32 planets discovered outside solar system - CNN.com”, CNN, 2009. október 19. (Hozzáférés: 2010. május 4.)
3. ↑  ESPRESSO - Searching for other Worlds. Centro de Astrofísica da Universidade do Porto, 2009. december 16. [2010. október 17-i dátummal az eredetiből archiválva]. (Hozzáférés: 2010. október 16.)
4. ↑  Carrier et al. (2008). „Asteroseismology of solar-type stars: particular physical effects”. Journal of Physics: Conference Series 118, 012047. o. DOI:10.1088/1742-6596/118/1/012047.
5. ↑  Mayor et al. (2009). „The HARPS search for southern extra-solar planets, XVIII. An Earth-mass planet in the GJ 581 planetary system”. Astronomy and Astrophysics. [2009. május 21-i dátummal az eredetiből archiválva].

## Külső hivatkozások
- A HARPS hivatalos oldala. ESO. (Hozzáférés: 2009. április 25.)
- The Exoplanet Hunter HARPS: unequalled accuracy and perspectives towards 1cm/s precision]. ESO. (Hozzáférés: 2008. október 19.)
- New Planet-Hunting Technology Accelerates Discovery of Exo-Planets & Solar Systems. Daily Galaxy. [2008. október 7-i dátummal az eredetiből archiválva]. (Hozzáférés: 2008. október 19.)
- Astronomers discover 4 new planets. NASA. [2007. április 22-i dátummal az eredetiből archiválva]. (Hozzáférés: 2008. október 19.)

## Fordítás
- Ez a szócikk részben vagy egészben  a   High Accuracy Radial Velocity Planet Searcher című angol Wikipédia-szócikk fordításán alapul.  Az eredeti cikk szerkesztőit annak laptörténete sorolja fel. Ez a jelzés csupán a megfogalmazás eredetét és a szerzői jogokat jelzi, nem szolgál a cikkben szereplő információk forrásmegjelöléseként.